# Enrico Sala
Enrico Sala (Milà, 18 de juliol de 1891 – Milà, 3 d'agost de 1979) va ser un ciclista italià que fou professional entre el 1909 i el 1930. En el seu palmarès no hi ha cap victòria destacable, però si que algunes actuacions destacades al Giro d'Itàlia, cursa en la qual finalitzà en tres ocasions entre els deu primeres de la general i en què destaca la cinquena posició final aconseguida el 1914. També destaca una quarta posició a la Milà-Sanremo del 1910.

## Palmarès
- 1910
  - 4t a la Milà-Sanremo
- 1914
  - 5è al Giro d'Itàlia

### Resultats al Giro d'Itàlia
- 1909. 8è de la classificació general
- 1911. 12è de la classificació general
- 1912. 4è de la classificació general (per equips)
- 1914. 5è de la classificació general
- 1919. 13è de la classificació general
- 1920. 8è de la classificació general
- 1921. 17è de la classificació general
- 1923. 29è de la classificació general

### Resultats al Tour de França
- 1912. Abandona (10a etapa)
- 1921. 18è de la classificació general
- 1922. 23è de la classificació general
- 1924. 35è de la classificació general